# Camp (film)
Camp è un film del 1965 diretto da Andy Warhol.
Il film esplora il concetto di "camp" in una serie di interviste e riprese delle figure della controcultura newyorchese dei primi anni sessanta.